# さんちかときめきタイム
さんちかときめきタイム（さんちかときめきタイム）は、ラジオ関西で1990年代後半から、ラジオ関西さんちかサテライトスタジオから、平日に放送されている音楽番組。さんちか（三宮地下街）の一社提供番組。以前は12:30～12:50に放送されていたが、現在は12:10～12:30に放送されている。前身は「さんちか・サテライト・ナウ」。
番組は女性パーソナリティが日替わりで担当し、様々なジャンルの洋楽をベースに、さんちかの名店の紹介とともに展開していく。また、さんちかのフロア内でも流される。
2019年3月29日の放送をもって終了。後継番組として翌月の4月7日より「さんちかサテスタサンデー」が、毎週日曜日の12:30～12:55の枠にて放送開始。これによりさんちかサテライトスタジオからの放送は、長年放送されてきた平日帯から週1回へと縮小された。後に、さんちかサテライトスタジオが2022年3月31日をもって、三宮再整備計画及びさんちかの改装・リニューアルに伴い閉鎖することとなったため、さんちかサテスタサンデーも終了となり、さんちかサテライトスタジオからの番組は開始から55年の歴史に幕を閉じることとなった。

## 担当者
- 月曜日-西岡志保
- 火曜日-木村里佳
- 水曜日-佐藤加奈子
- 木曜日-安部翔子
- 金曜日-岡本千恵子